# 제르다어 타스키
제르다어 타스키(독일어: Serdar Tasci, 튀르키예어: Serdar Taşçı 세르다르 타슈츠[*], 독일어 발음: [zˈɛɾdɑːɾ ˈtaskiː], 1987년 4월 24일~)는 독일의 축구인으로 현역 시절 포지션은 중앙 수비수였다.
2006년 VfB 슈투트가르트에서 프로 축구 선수 경력을 시작했고, 2011년 구단의 주장으로 임명되어 2013년까지 슈투트가르트에서 활동했다. 그는 슈투트가르트에서 총 181경기에 출전했고 슈투트가르트의 분데스리가 2006-07시즌 우승에 기여했다. 2013년 FC 스파르타크 모스크바로 이적했고 2016년 2월 FC 바이에른 뮌헨으로 임대 이적해 2015-16시즌이 끝날 때까지 바이에른 뮌헨에서 활동했다. 2018년 계약이 만료될 때까지 스파르타크 모스크바에서 활동했고 2019년 1월 이스탄불 바샥셰히르 FK에 자유계약으로 이적했다. 그는 2018-19시즌이 끝난 후 선수 경력을 마감했다.
타스키는 독일 연령별 축구 국가대표팀을 거친 후 2008년 독일 축구 국가대표팀에 데뷔했다. 그는 2010년 FIFA 월드컵에 독일 국가대표 자격으로 참가했고 월드컵에서 3위를 차지했다.

## 구단 경력
타스키는 SC 알트바흐에서 유소년 축구를 시작하였다. 그 후 슈투트가르터 키커스의 유소년팀을 거쳐 1999년 7월 VfB 슈투트가르트 유소년팀에 입단하게 되었다. 2005-06 시즌에 VfB 슈투트가르트 2군팀에서 뛰면서 프로 생활이 시작되었다.
타스키는 주로 중앙 수비수로 활동하나, 우측 풀백 포지션에서도 뛸 수 있다. 2006년 8월 20일, 아르미니아 빌레펠트와의 2006-07 시즌 독일 분데스리가 2번째 경기에서 부상당한 욘 달 토마손을 대신하여, 68분에 교체출전한 것이 그의 첫 1군 데뷔 무대였다. 바로 다음 경기였던 보루시아 도르트문트에서는 첫 분데스리가 골을 기록하기도 하였다. 그 시즌에서 그는 소속팀인 VfB 슈투트가르트가 우승을 차지하는데 기여하였다.
2009년 8월 29일, 타스키는 소속팀 VfB 슈투트가르트와의 계약을 2014년 6월까지 연장하였다. 그 후 2013년 8월 30일에 VfB 슈투트가르트를 떠나 스파르타크 모스크바로 이적하였다.
2016 시즌 중, 수비수들의 줄부상에 시달리던 바이에른 뮌헨으로 임대 이적하였다.

## 국가대표팀 경력
타스키는 튀르키예계 독일인이기 때문에 튀르키예와 독일을 선택할 자격을 갖추고 있었다. 그러다 2006년 10월 튀르키예 축구 협회의 제안을 거절하고 독일 축구 국가대표팀을 선택했다. 그는 당시 독일 대표팀의 감독 요아힘 뢰프의 노력으로 인해 독일 대표팀을 선택했다고 언급했다.
2007년 8월에 독일 대표팀 선수로 발탁되었으나 경기에 출전하지 않았다. 이듬해인 2008년 8월 벨기에와의 친선 경기를 통해 국제 A매치에 처음 출전했다.